# Ракитное (Полтавская область)
Ракитное (укр. Рокитне) — село,
Ракитненский сельский совет,
Кременчугский район,
Полтавская область,
Украина.
Код КОАТУУ — 5322485101. Население по переписи 2001 года составляло 1124 человека.
Является административным центром Ракитненского сельского совета, в который, кроме того, входят сёла
Анищенки,
Пятихатки,
Романки и
Щербаки.

## Географическое положение
Село Ракитное находится на берегах реки Сухой Омельник, которая через 4 км впадает в реку Псёл,
выше по течению на расстоянии в 1 км расположено село Литвиненки,
ниже по течению на расстоянии в 1,5 км расположено село Романки.
На расстоянии в 1,5 км находятся село Пятихатки и город Кременчуг.
Рядом проходят автомобильная дорога М-22 (E 577) и
железная дорога, станция Калачевский в 1-м км.

## История
Есть на карте 1826-1840 годов как Рокитянские хутора.
В 1862 году на хуторах владельческих Рокитный было на первом 29 дворов где жило 162 человека и на втором было 9 дворов и 74 человека.
В 1911 году на хуторе Рокитный жило 183 человека.

## Объекты социальной сферы
- Школа.